# 노르웨이의 정당
노르웨이는 다당제 국가였으나, 20세기 후반부터는 노르웨이 노동당이라는 사회민주주의 정당이 언제나 우위로 집권해 왔다. 그러나 최근에는 우파당이라는 중도우파 정당이나, 노르웨이 진보당이라는 우익 민족주의 정당이 집권하기도 하였다.

## 주요 정당
- 노동당 - 사회민주주의 정당
- 우파당  - 자유보수주의 정당
- 진보당 - 우익대중주의, 민족주의 정당
- 중앙당 - 중도주의 정당
- 사좌당 - 민주사회주의 정당
- 기민당 - 기독교민주주의, 사회보수주의 정당
- 자유당 - 자유주의 정당
- 녹색당 - 녹색 정치 정당
- 적색당 - 사회주의, 마르크스주의, 공산주의 정당

## 비주류 정당
- 기독당 - 기독교보수주의, 사회보수주의, 경제자유주의 정당
- 연금당 - 연금주의, 단일이슈정치 정당
- 해적당 - 해적정치 정당
- 해안당 - 지역주의, 토지균분주의, 유럽회의주의 정당
- 민주당 - 국립보수주의, 사회보수주의, 유럽회의주의 정당
- 기통당 - 보수주의, 사회보수주의, 기독교보수주의, 기독교근본주의, 경제적자유주의 정당
- 자민당 - 고전적자유주의, 객관주의, 자유방임주의 정당
- 공산당 - 마르크스주의, 공산주의 정당
- 사회당 - 아나키즘 정당